# Margret Nemann
Margret Nemann (* 14. Mai 1955 in Vechta) ist eine deutsche römisch-katholische Theologin, Pastoralreferentin, Pastoralpsychologin, Supervisorin, Sozialwissenschaftlerin und Hochschullehrerin.

## Leben
Aufgewachsen in Vechta, studierte Nemann ab 1974 Philosophie und katholische Theologie in Bonn und Münster. Nach dem Diplom promovierte sie bei Peter Hünermann mit einer theologiegeschichtlichen Arbeit über Martin Gerbert und arbeitete als Assistentin an der Universität Münster.
Nach dem Beginn ihrer Tätigkeit im pastoralen Dienst als Pastoralassistentin in Löningen (Oldenburger Land) war sie ab 1987 Pastoralreferentin in Molbergen und ab 1991 in Lohne. Mit halber Stelle war sie im Begegnungshaus in Stapelfeld tätig. Zu ihren Aufgaben gehörten die Fortbildung von haupt- und ehrenamtlichen Mitarbeitern und Mitarbeiterinnen aus den Gemeinden sowie die Familienbildung.
Später wurde sie Leiterin des Referats für Frauenseelsorge im Bischöflichen Generalvikariat, ab 2002 leitete sie als Nachfolgerin von Martha Fehlker die Abteilung für Personalbegleitung und -beratung. Hier gehörte sowohl die Pastoralpsychologische Fortbildung der Pastoralassistenten und -innen des Bistums, als auch die Leitung der Supervisionsausbildung des Bistums (in Zusammenarbeit mit der KFHNW, nun KatHO, Abt.Münster) zu ihren Aufgaben.
Anfang 2009 wurde sie zur Honorarprofessorin im Studiengang Supervision an der Katholischen Hochschule Nordrhein-Westfalen (KatHo) Abt. Münster ernannt.
Im Jahr 2010 übernahm sie die Aufgabe der Leiterin des Instituts für Diakonat und Pastorale Dienste (IDP), der Einrichtung des Bistums Münster, die für die Aus- und Fortbildung, die Berufeinführung, sowie für Einsatz der Diakone und Pastoralassistenten/-referenten im Bistum verantwortlich ist.
Margret Nemann ist Lehrsupervisorin der Deutschen Gesellschaft für Pastoralpsychologie (DGfP) und Supervisorin der Deutschen Gesellschaft für Supervision (DGSv), sowie graduiertes Mitglied und Lehrbeauftragte des Ruth-Cohn Instituts für Themenzentrierte Interaktion nach Ruth Cohn.

### Mitarbeit in Gremien und Fachgesellschaften
- Deutsche Gesellschaft für Pastoralpsychologie (DGfP)
- Deutsche Gesellschaft für Supervision (DGSv)
- Ruth-Cohn-Institut International
- Katholische Akademie Domschule Theologie im Fernkurs (Wissenschaftlicher Beirat)

## Werke (Auswahl)

### Veröffentlichungen in Buchform (Autorin und (Mit-)Herausgeberin)
- Margret Nemann: Die Christologie Martin Gerberts von S(ank)t Blasien. Ein Beitrag zur Theologiegeschichte des 18. Jahrhunderts. Hochschulschrift Münster (Westfalen), Univ., Diss., 1985.
- Michael Bangert, Margret Nemann, Marita Teunissen: Marienperspektiven. facettenreich und praxisnah. Düsseldorf 2003, ISBN 3-87309-210-7.
- Margret Nemann, Bischöfliche Frauenkommission der Diözese Münster, Von der Kunst, Gott menschenfreundlich zu feiern. Empfehlungen der Bischöflichen Frauenkommission für eine menschenfreundliche Liturgie und eine geschlechtergerechte Sprache, Münster 2003.
- Margret Nemann, Cilli Scholten: Baustelle Leben. ein Werkbuch für Frauen-Seelsorge. Münster 2007, ISBN 978-3-402-00432-6.
- Lothar Krapohl (Hrsg.), Margret Nemann (Hrsg.), Jörg Baur (Hrsg.), Peter Berker (Hrsg.): Supervision in Bewegung. Ansichten – Aussichten., (= Schriften der Katholischen Fachhochschule Nordrhein-Westfalen, Band 8), Opladen, Farmington Hills, Michigan 2008, ISBN 978-3-938094-75-4. Im Auszügen online verfügbar
- Jörg Baur (Hrsg.), Peter Berker (Hrsg.), Margret Nemann (Hrsg.), Supervision in der Beobachtung. Forschungs und praisbezogene Perspektiven.,(= Schriften der KatHO NRW, Band 22), Opladen, Farmington Hills, Michigan 2015, ISBN 978-3-8474-0644-0.

### Beiträge in Sammelwerken
- Marta Fehlker (Autorin), Margret Nemann (Dokumentation): Workshop: „Selbstermächtigung (Empowerment) und Selbstleitung – Schlüsselqualifikationen beruflichen Handelns“. In: Klaus Hampel (Hrsg.), Hans Bernhard Köppen (Hrsg.): Macht – Supervision Sinn. 7. Fachtagung Supervision im pastoralen Feld. Dokumentation einer Kooperationstagung der Akademie Franz-Hitze-Haus mit der Initiativgruppe „Fachtagung Supervision“ vom 10. – 13. März 2003 in der Akademie Franz Hitze Haus. ISBN 3-933144-78-7, S. 111–115. (= Thomas Sternberg (Hrsg.), „edition akademie franz hitze haus“, Nummer 4)
- Margret Nemann: Supervision in Anlehnung an das Buch Tobit. In: Lothar Krapohl (Hrsg.), Margret Nemann (Hrsg.), Jörg Baur (Hrsg.), Peter Berker (Hrsg.), Supervision in Bewegung. Ansichten – Aussichten, (= Schriften der Katholischen Fachhochschule Nordrhein-Westfalen, Band 8), Opladen, Farmington Hills, Michigan 2008, ISBN 978-3-938094-75-4, S. 275–289.
- Margret Nemann: Die spirituelle Ausrichtung des Studiengangs Supervision. In: Lothar Krapohl (Hrsg.), Margret Nemann (Hrsg.), Jörg Baur (Hrsg.), Peter Berker (Hrsg.), Supervision in Bewegung. Ansichten – Aussichten, (= Schriften der Katholischen Fachhochschule Nordrhein-Westfalen, Band 8), Opladen, Farmington Hills, Michigan 2008, ISBN 978-3-938094-75-4, S. 35–45.
- Margret Nemann: Auf die Haltung kommt es an! Zur supervisorischen Relevanz der Tugenden. In: Jörg Baur (Hrsg.), Peter Berker (Hrsg.), Margret Nemann (Hrsg.), Supervision in der Beobachtung. Forschungs und praisbezogene Perspektiven.,(= Schriften der KatHO NRW, Band 22), Opladen, Farmington Hills, Michigan 2015, ISBN 978-3-8474-0644-0, S. 27–35.
- Margret Nemann: Wider die Tyrannei des Erfolgs und der Machbarkeit – Supervision im Horizont eines christlichen Menschenbildes. In: Jörg Baur (Hrsg.), Peter Berker (Hrsg.), Margret Nemann (Hrsg.), Supervision in der Beobachtung. Forschungs und praxisbezogene Perspektiven.,(= Schriften der KatHO NRW, Band 22), Opladen, Farmington Hills, Michigan 2015, ISBN 978-3-8474-0644-0, S. 131–139.

### Zeitschriftenartikel
- Margret Nemann Hans-Bernd Köppen: Charismenorientierter Personaleinsatz. Die Talente der Mitarbeitenden im Miteinander  der Pastoralteams., in: Unsere Seelsorge. Das Themenheft der Hauptabteilung Seelsorge im Bischöflichen Generalvikariat Münster, September 2015, (Charismenorientierung. Keinem gabst Du alles, keinem nichts), S. 36–37.[1]